# Восс, Джеймс Шелтон
Джеймс Ше́лтон Восс (англ. James Shelton Voss; род. 1949) — астронавт НАСА. Совершил пять космических полётов на шаттлах: STS-44 (1991, «Атлантис»), STS-53 (1992, «Дискавери»), STS-69 (1995, «Индевор»), STS-101 (2000, «Атлантис») и STS-102 (2001, «Дискавери»), совершил четыре выхода в открытый космос, полковник Армии США.

## Личные данные и образование

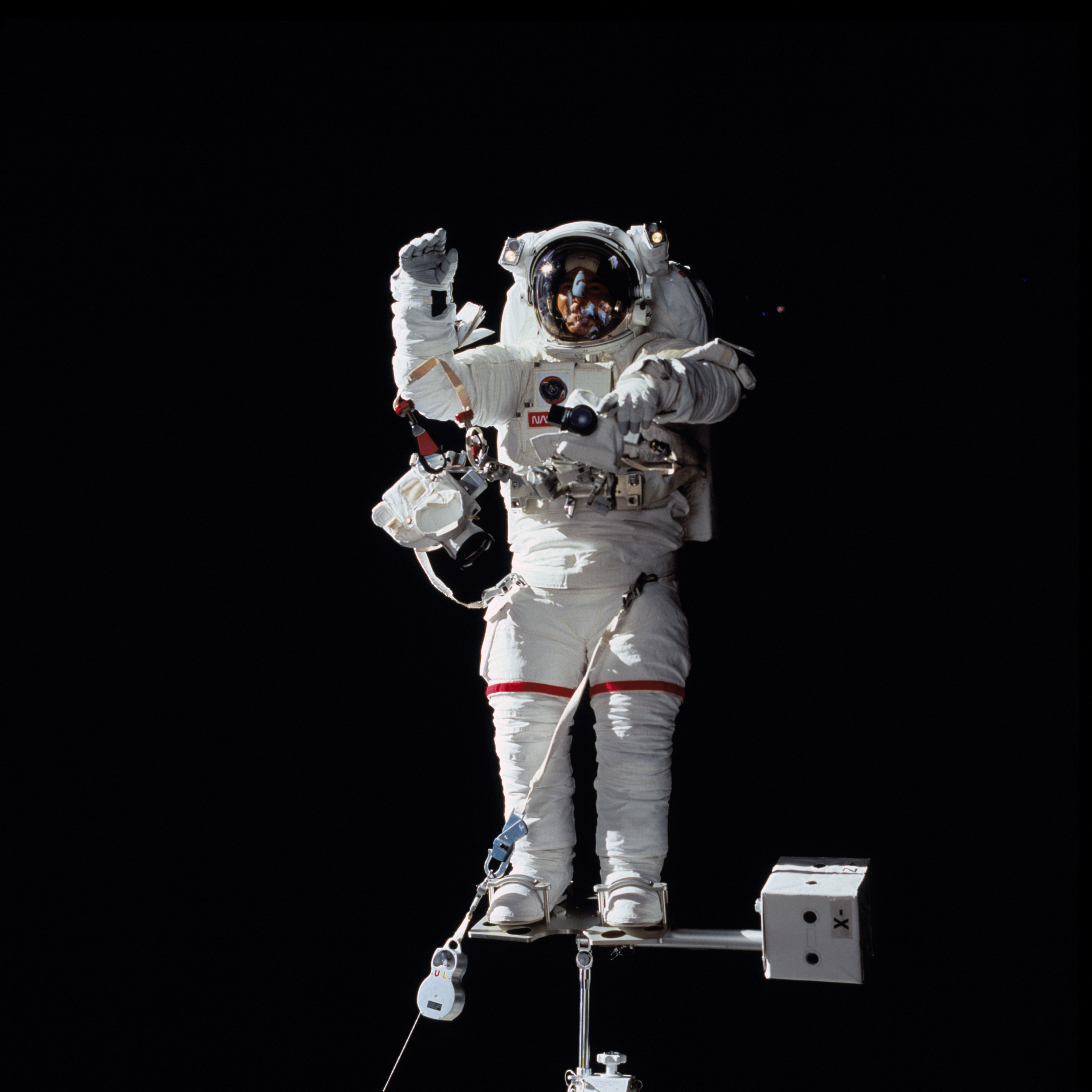
STS-69: Восс в открытом космосе.

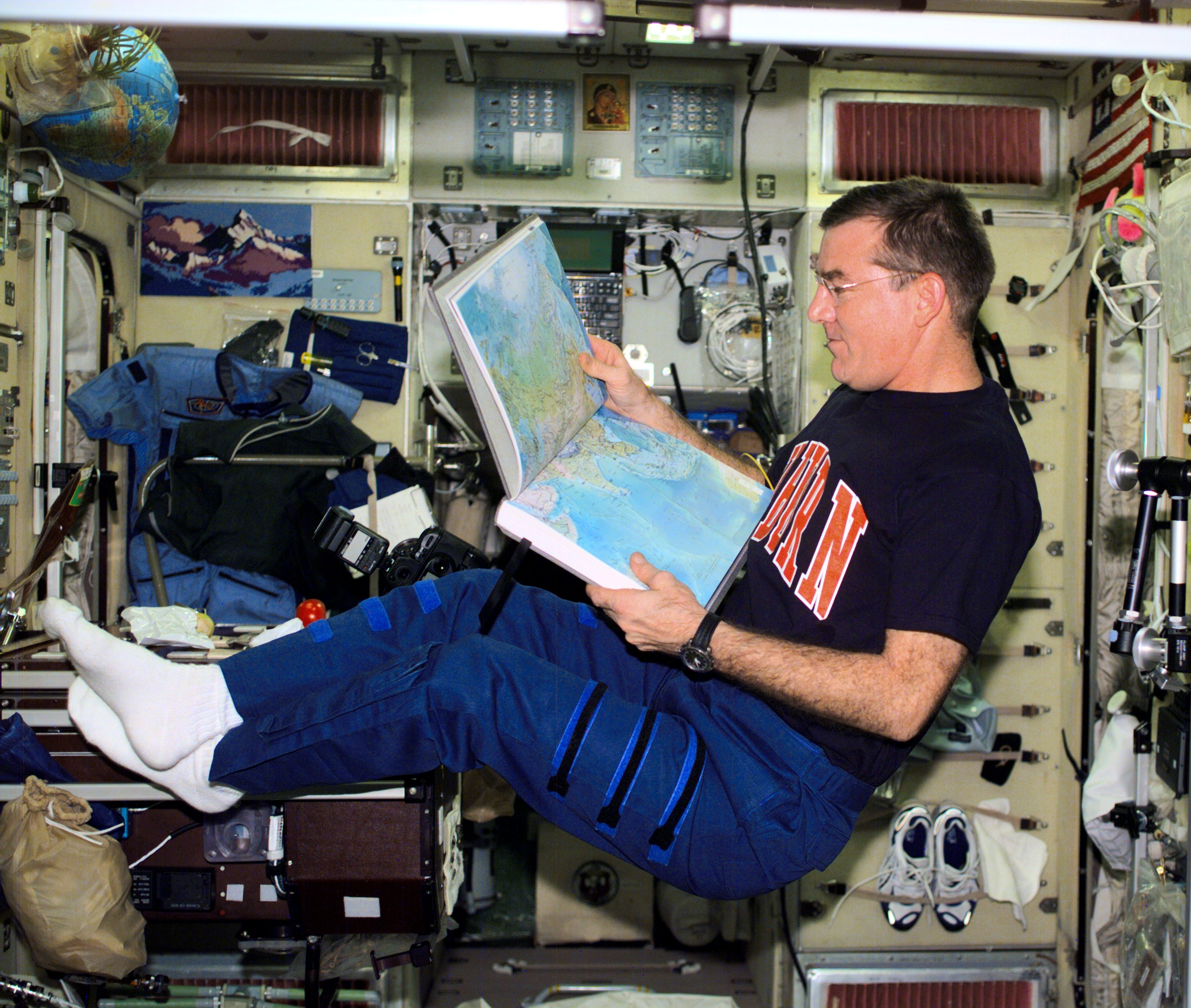
Восс просматривает атлас.

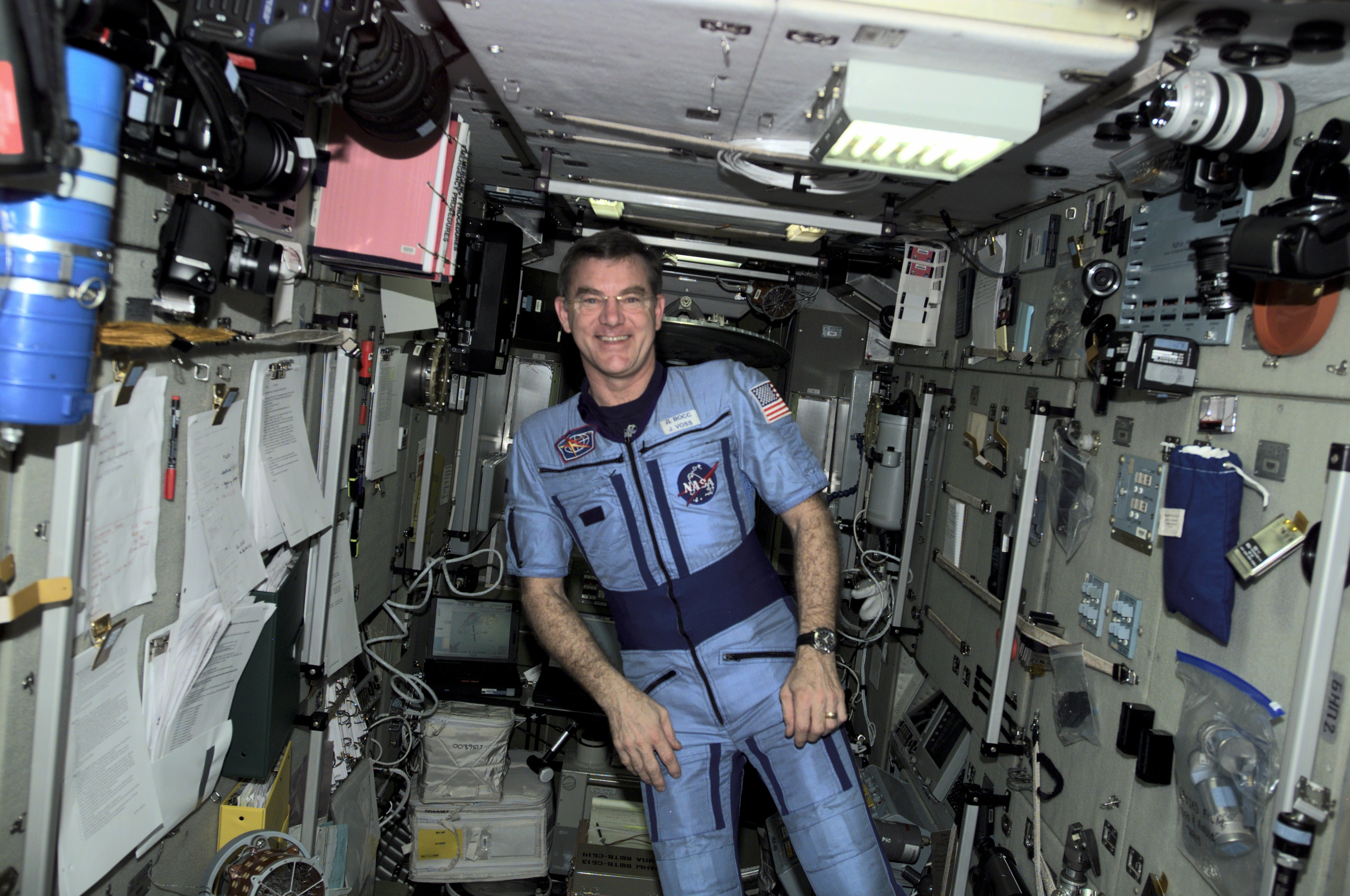
Восс на борту МКС в составе МКС-2.

Джеймс Восс родился 3 марта 1949 года в городе Кордова, штат Алабама. Но своим родным считает город Опелика, в том же штате, где воспитывался бабушкой и дедушкой и окончил среднюю школу. В детстве он много читал, любил научную фантастику о космических полётах. В 1972 году получил степень бакалавра наук в области аэрокосмической техники в Обернском университете, в Алабаме. Будучи студентом, входил в сборные Университета по борьбе и по футболу. В 1974 году получил степень магистра наук в области аэрокосмической техники в Колорадском университете в Боулдере.
Женат на Сьюзан Карри из Бирмингема, штат Алабама. У них есть дочь. Увлекается: резьба по дереву, катание на лыжах, софтбол, бадминтон, подводное плавание и полёты на самолётах, которые построил сам.

## До НАСА
После получения степени магистра, в 1974 году, Восс прошёл обучение по Базовому армейскому курсу, который окончил с отличием. Затем он поступил в офицерское Воздушно-десантное училище, которое окончил со званием «выдающийся выпускник». После этого Восс был переведён в Западную Германию, где был командиром взвода, штабным офицером по разведке, командиром роты. В 1979 году он вернулся в Соединённые Штаты и прошёл обучение на Офицерских курсах повышения квалификации. Стал преподавать на кафедре механики в Военной Академии США в Вест-Пойнте, штат Нью-Йорк. Во время преподавания, Восс получал заказы на исследования от НАСА в области лётных испытаний и получил премию Уильяма П. Клементса (младшего) за выдающиеся достижения в области образования. Затем Восс поступил в Школу лётчиков-испытателей ВМС США, которую окончил в 1983 году с отличием. Затем он поступил в Штабной колледж Вооружённых Сил. После этого стал служить лётным инженером-испытателем. Он стал руководить обширными программами лётных испытаний по заказам от НАСА.

## Подготовка к космическим полётам
С ноября 1984 по июнь 1987 года Восс работал в НАСА, в Космический Центр имени Джонсона в Хьюстоне, штат Техас. Он входил в группы поддержки экипажей STS-51D, STS-51F, STS-61C и STS-51L. После Катастрофы шаттла «Челленджер», Восс принимал участие в работе комиссии по расследованию аварии. Он был приглашён в НАСА в качестве кандидата в астронавты в июне 1987 года. В августе 1987 года был зачислен в отряд НАСА в составе 12-го набора, кандидатом в астронавты. Стал проходить обучение по курсу Общекосмической подготовки (ОКП). По окончании курса, в августе 1988 года получил квалификацию «специалист полёта» и назначение в Офис астронавтов НАСА.

## Полёты в космос
- Первый полёт — STS-44[5], шаттл «Атлантис». C 24 ноября по 1 декабря 1991 года в качестве «специалиста полёта». Полёт по программе Министерства обороны США. Основной целью миссии были работы по программе «Defense Support (DSP)», вывод на орбиту спутника с разгонным блоком в виде инерциальной ракеты-носителя. Продолжительность полёта составила 6 суток 22 часа 52 минуты[6].
- Второй полёт — STS-53[7], шаттл «Дискавери». Со 2 по 9 декабря 1992 года в качестве «специалиста полёта». Основная полезная нагрузка засекречена, выводилась в целях министерства обороны США. Две дополнительные нагрузки незасекречены. Во время полёта проводилось 9 несекретных экспериментов. В полёте был запущен спутник USA-89 (NSSDC ID 1992-086B), иногда также называемый «DoD-1». Данный спутник был вторым в серии коммуникационных спутников Satellite Data System-2 (SDS-2), первым был USA-40, запущенный с STS-28. Дополнительными полезными нагрузками, установленными в Get Away Special (GAS) в грузовом отсеке были: Orbital Debris Radar Calibration Spheres (ODERACS-1) и комбинированный эксперимент Shuttle Glow Experiment/Cryogenic Heat Pipe Experiment (GCP). STS-53 — последняя миссия шаттлов военного назначения. Продолжительность полёта составила 7 дней 7 часов 21 минуту[8].
- Третий полёт — STS-69[5], шаттл «Индевор». C 7 по 18 сентября 1995 года в качестве «специалиста полёта». Это второй полёт для фонда «Создадим защитный щит» (WSF), в ходе которого НАСА бесплатно вывело на орбиту возвращаемый спутник в форме блюдца, который будет лететь рядом с Международной космической станцией (МКС) в течение нескольких дней. WSF вело исследование роста тонких плёнок в почти идеальном вакууме. Экипаж вывел возвращаемый астрономический спутник SPARTAN. Был выполнен выход в открытый космос для проверки сборки аппаратуры на внешней поверхности международной космической станции и испытание новых теплозащитных усовершенствований скафандров. Во время полёта Восс выполнил один выход в открытый космос: 16 сентября 1995 года — продолжительностью 6 часов 46 минут. Продолжительность полёта составила 10 суток 20 часов 30 минут[9].
- Четвёртый полёт — STS-101[5], шаттл «Атлантис». C 19 по 29 мая 2000 года в качестве «специалиста полёта». Основной задачей миссии была доставка на Международную космическую станцию (МКС) расходуемых материалов и оборудования и ремонт электро оборудования модуля «Заря». Материалы и оборудование, доставляемое на станцию, были размещены в сдвоенном транспортном модуле «Спейсхэб», который располагался в грузовом отсеке шаттла. Во время полёта Восс выполнил один выход в открытый космос: 22 мая 2000 года — продолжительностью 6 часов 44 минут. Продолжительность полёта составила 9 суток 20 часов 10 минут[10].

С марта 1996 по декабрь 1997 года Восс прошёл подготовку в Центре подготовки космонавтов (ЦПК) имени Ю. А. Гагарина в качестве бортинженера для полёта на орбитальную станцию «Мир», а в 1998 году начал подготовку к полёту на «МКС».
- Пятый полёт — старт на STS-102[5], шаттл «Дискавери», 8 марта 2001 года в качестве «специалиста полёта». Прибыв на МКС, Восс становится бортинженером МКС-2, второго долговременного экипажа станции. Во время второй экспедиции были приняты три шаттла, которые доставили манипулятор SSRMS и шлюзовую камеру Quest, а также «Союз ТМ-32» с российской экспедицией посещения (с первым космическим туристом — Деннисом Тито). Были приняты и разгружены ТКГ «Прогресс М1-6», а также грузовые модули «Рафаель» и «Леонардо»[11]. Продолжена расконсервация Лабораторного модуля, выполнен цикл испытаний SSRMS. Продолжены научные исследования по российской и американской программам; передача станции экипажу 3-й основной экспедиции. Во время полёта Восс выполнил два выхода в открытый космос: 11 марта 2001 года — продолжительностью 8 часов 56 минут и 8 июня 2001 года — продолжительностью 19 минут, был установлен приёмный конус стыковочного агрегата по оси -Y переходного отсека служебного модуля (СМ) «Звезда». Посадка произведена на STS-105[5], шаттл «Дискавери», 22 августа 2001 года. Продолжительность полёта составила 167 суток 6 часов 42 минуты.

Общая продолжительность внекорабельной деятельности — 22 часа 45 минут. Общая продолжительность полётов в космос — 202 дня 5 часов 36 минут.

## После полётов

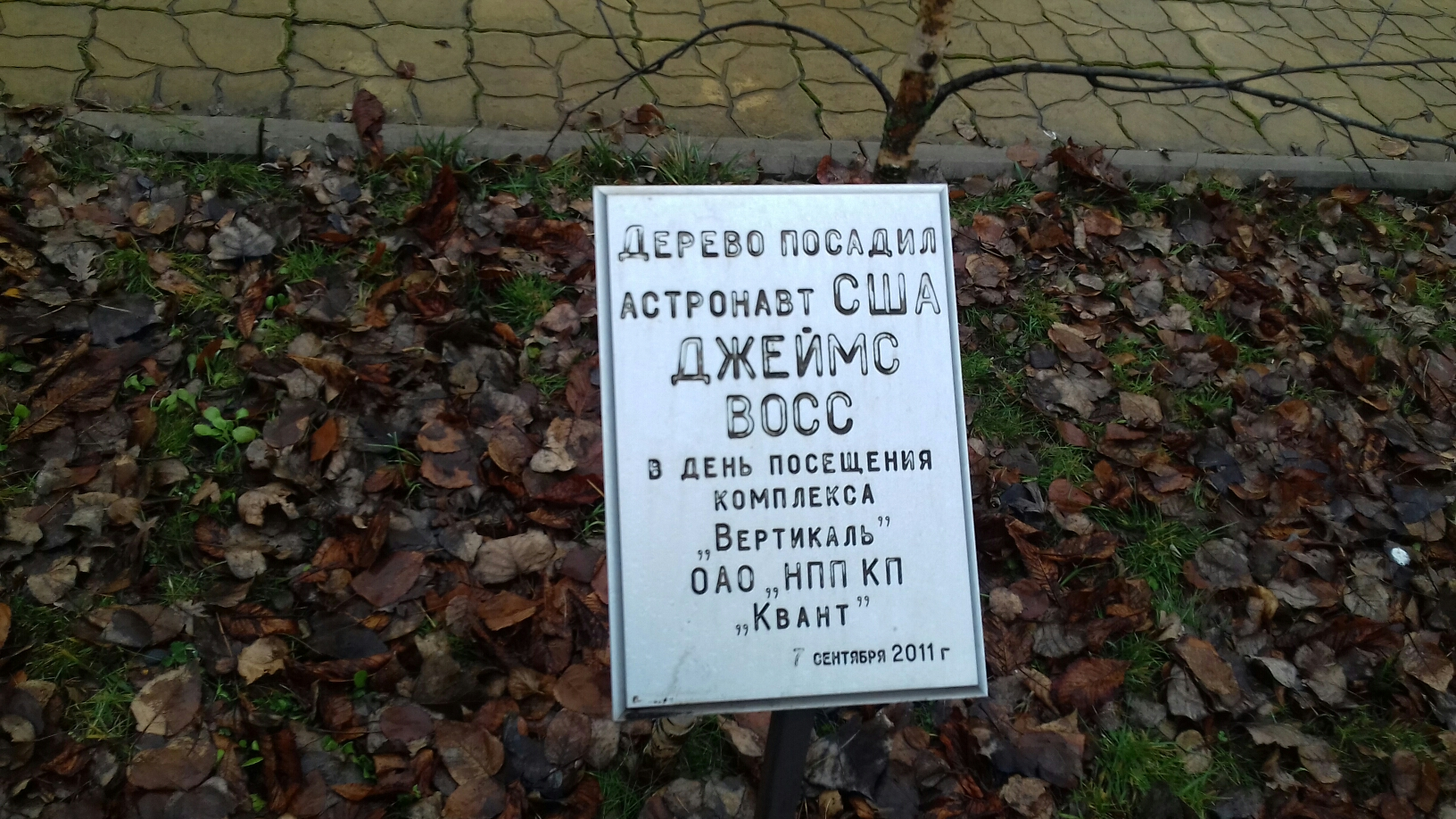
Дерево, высаженное в Ростовском музее космонавтики

В 2000 году от Университета Колорадо получил почётную учёную степень доктора наук. В настоящее время работает вице президентом корпорации «Transformational Space», которая в 2004—2005 годах участвовала в конкурсе по созданию нового космического корабля для НАСА.

## Награды и премии
- Медаль «За заслуги в освоении космоса» (12 апреля 2011 года, Россия) — за большой вклад в развитие международного сотрудничества в области пилотируемой космонавтики[12].

Награждён: Медаль «За космический полёт» (1991, 1992, 1995, 2000 и 2001), Медаль «За выдающиеся заслуги» (Армия США), Медаль «За отличную службу» (США), Медаль «За похвальную службу» (США), Медаль похвальной службы (США), Медаль «За выдающееся лидерство», Медаль «За исключительные заслуги», Медаль за службу национальной обороне (США) и многие другие. В 2001 году его имя внесено в Зал славы астронавтов.